# Renfe série 310.1
La série 310.1 est une petite série de quatre locomotives Diesel de la Renfe.

## Origine de la série
Afin de concurrencer la route sur les transports de marchandises régionaux, l’UN transortes Combinados de la Renfe étudie un projet qui semble novateur au début des années 2000 : le Tren TECO de Media distancia ou TMD. Les études de l'époque montrent que le chemin de fer n'est plus concurrentiel sur les distances inférieures à 300 kilomètres. Après de sérieuses études, les dirigeants de l’UN Transportes Combinados estiment qu'il est possible de concurrencer la route en créant de nouveaux trains offrant un excellent rapport qualité/prix. La formule la plus efficace semble être la constitution de trains-blocs réversibles, disposant d'une locomotive à chaque extrémité (le coût des manœuvres terminales étant estimé à 50 % du prix du train). Ce type de trains existe déjà à la DB qui compte 4 (puis 7) trains CargoSprinter en service depuis 1997, en Grande-Bretagne, où AMEC Rail en exploite 25 depuis 2001 pour le compte de Railtrack, et en Australie, où Colin Rees Transport (CRT) met en service deux unités CS 101 et 102 construites par Windoff en août 2002 sur le principe du CargoSprinter allemand. En Espagne, cette politique donne naissance à la série 310-100.

## Conception
L'étude et le développement du projet TMD est confiée à l'atelier Renfe de Los Prados (Malaga), qui n'a jusqu'alors eu à effectuer que des transformations de materiel remorqué, parfois en collaboration avec des firmes étrangères. À l'été 2002, on en est encore à rédiger le cahier des charges des futurs engins. Le concept est rapidement défini : une rame indéformable de 8 wagons porte-conteneurs série MMCce 453906 à 453921 (32 71 4252 106-8 à 121-7 Sgnss)  encadrée par deux machines issues de la transformation des locomotives de manœuvre série 310. Une cellule d'étude est vite montée, mêlant ingénieurs des ateliers et des stagiaires de l'université de Malaga, le tout avec l'appui des ateliers centraux de Valladolid où les machines à transformer seront entièrement révisées avant expédition à Malaga. Les ateliers de Malaga reçoivent bientôt les châssis et moteurs des 310-016 et 310-031, retenues pour l'opération.
Elles reçoivent de nouvelles cabines avec vitres blindées inspirées des Prima Alstom de la série 333.3 et des carénages latéraux. L'intérieur dispose d'un nouveau pupitre avec siège central ergonomique et ordinateur de bord.
La construction des wagons spécifiques (ils disposent de cablots de raccordement permettant de transmettre les ordres entre les deux machines du train) débute aux ateliers de Cordoue. Une fois livrés les wagons sont essayés entre Cordoue et Algésiras derrière une 319.2, puis stockés en gare marchandise de La Negrilla en attendant la livraison des machines. À terme, les convois doivent mesurer 185,420 mètres de long, pour une charge maximale de 720 tonnes.
Après livraison des deux prototypes, l’UN Transportes Combinados étudie la possibilité d'utiliser ce materiel sur des relations Barcelone-Lérida, Barcelone-Saragosse, Valence-Murcie, Séville-Cadix, et Séville-Huelva.
Deux nouveaux engins sont mis en construction à partir des 310-028 et 060. On étudie alors sérieusement la possibilité de construire 13 trains supplémentaires, dont la mise en service s'étalerait jusqu'en 2006.
Détail des livraisons :
- le 310-031 devient 310-075-7 après reconstruction par TCR Malaga en 2003,
- le 310-016 devient 310-076 après reconstruction par TCR Malaga en 2003.

## Service
L'une des possibilités étudiée pour la circulation du premier train est celle du transports des déchets urbains pour le compte de la SOGAMA. Un train de 300 à 400 tonnes circule quotidiennement entre Vigo et Meirama, mais la locomotive titulaire doit rentrer seule à La Corogne-San Cristobal. Le TMD pourrait assurer ce service, mais au départ d'Orense. Les deux premières unités sont livrées en août 2003. Ayant montré des signes de faiblesse, l'un des deux engins voit son moteur immédiatement remplacé. Les premiers essais de circulation de la rame complète ont lieu le 29 octobre 2003. Une fois terminés, les deux prototypes sont expédiés à Orense pour assurer le fameux « train-poubelle ». Les deux autres unités les rejoignent dès leur livraison au printemps 2005.